# Christian Dalger
Christian Dalger (ur. 19 grudnia 1949 w Nîmes, zm. 1 lipca 2023) – były francuski piłkarz występujący na pozycji napastnika. Następnie trener piłkarski.

## Kariera klubowa
Dalger zawodową karierę rozpoczynał w 1966 roku w drugoligowym klubie Sporting Toulon Var. W 1971 roku trafił do AS Monaco. W 1978 roku zdobył z nim mistrzostwo Francji. W 1980 roku zwyciężył z nim w rozgrywkach Pucharu Francji, po pokonaniu w jego finale 3:1 US Orléans. W tym samym roku powrócił do Sporting Toulon Var, grającego w trzeciej lidze. W 1981 roku awansował z nim do drugiej ligi, a w 1983 do pierwszej. W 1984 roku Dalger zakończył karierę.

## Kariera reprezentacyjna
W reprezentacji Francji Dalger zadebiutował 23 marca 1974 w wygranym 1:0 towarzyskim meczu z Rumunią. W 1978 roku został powołany do kadry na mistrzostwa świata. Zagrał na nich w przegranym 1:2 meczu z Włochami. Z tamtego turnieju Francja odpadła po fazie grupowej. W latach 1974–1978 w drużynie narodowej Dalger rozegrał w sumie 6 spotkań i zdobył 2 bramki.